# Michajlovskij rajon (Oblast' di Volgograd)
Il Michajlovskij rajon (in russo Михайловский район?) è un rajon dell'oblast' di Volgograd, nella Russia europea; il capoluogo è Michajlovka. Istituito nel 1928, ricopre una superficie di 3.660 chilometri quadrati e consta di una popolazione di circa 23.600 abitanti.